# Lijst van voetbalinterlands Sovjet-Unie - Uruguay
Deze lijst van voetbalinterlands is een overzicht van alle officiële voetbalwedstrijden tussen de nationale teams van de Sovjet-Unie en Uruguay. De landen speelden zeven keer tegen elkaar. De eerste ontmoeting, een vriendschappelijke wedstrijd, werd gespeeld in Montevideo op 29 november 1961. Het laatste duel, eveneens een vriendschappelijke wedstrijd, vond plaats op 29 juni 1972 in São Paulo (Brazilië).

## Wedstrijden
| № | Plaats      | Datum            | Competitie        | Wedstrijd             | Uitslag |
| - | ----------- | ---------------- | ----------------- | --------------------- | ------- |
| 1 | Montevideo  | 29 november 1961 | Vriendschappelijk | Uruguay – Sovjet-Unie | 1 – 2   |
| 2 | Moskou      | 27 april 1962    | Vriendschappelijk | Sovjet-Unie – Uruguay | 5 – 0   |
| 3 | Arica       | 6 juni 1962      | WK 1962           | Uruguay – Sovjet-Unie | 1 – 2   |
| 4 | Moskou      | 20 mei 1964      | Vriendschappelijk | Sovjet-Unie – Uruguay | 1 – 0   |
| 5 | Montevideo  | 4 december 1965  | Vriendschappelijk | Uruguay – Sovjet-Unie | 1 – 3   |
| 6 | Mexico-Stad | 14 juni 1970     | WK 1970           | Uruguay – Sovjet-Unie | 1 – 0   |
| 7 | São Paulo   | 29 juni 1972     | Vriendschappelijk | Uruguay – Sovjet-Unie | 0 – 1   |

## Samenvatting
| Competitie        | Totaal gespeeld | Winst Sovjet-Unie | Gelijk | Winst Uruguay | Doelsaldo Sovjet-Unie – Uruguay |
| ----------------- | --------------- | ----------------- | ------ | ------------- | ------------------------------- |
| WK-eindronde      | 2               | 1                 | 0      | 1             | 2 − 2                           |
| Vriendschappelijk | 5               | 5                 | 0      | 0             | 12 − 2                          |
| Totaal            | 7               | 6                 | 0      | 1             | 14 − 4                          |